# Óscar Bejarano
Óscar Eduardo Roque Bejarano Víquez (San Joaquín; 15 de septiembre de 1932-Heredia; 27 de diciembre de 2003) fue un futbolista costarricense que se desempeñaba como delantero. Jugó exclusivamente para el Herediano de su ciudad natal, desde 1952 hasta 1964, obteniendo varios títulos.

## Selección nacional
Integró la selección de Costa Rica desde 1955 hasta 1960, anotando dos goles en nueve partidos. Debutó el 31 de julio de 1955, en una derrota ante Guatemala por 3-1.

## Palmarés

### Títulos nacionales
| Título                         | Equipo    | País       | Año     |
| ------------------------------ | --------- | ---------- | ------- |
| Copa Costa Rica                | Herediano | Costa Rica | 1954    |
| Copa Reina Del Canadá          | Herediano | Costa Rica | 1955    |
| Primera División               | Herediano | Costa Rica | 1955    |
| Copa Hexagonal Interprovincial | Herediano | Costa Rica | 1956    |
| Copa Costa Rica                | Herediano | Costa Rica | 1959    |
| Primera División               | Herediano | Costa Rica | 1961 A. |
| Copa ASOFUTBOL                 | Herediano | Costa Rica | 1961    |

### Títulos internacionales
| Título                                  | Equipo     | Sede     | Año  |
| --------------------------------------- | ---------- | -------- | ---- |
| Campeonato Centroamericano y del Caribe | Costa Rica | Honduras | 1955 |
| Campeonato Centroamericano y del Caribe | Costa Rica | Cuba     | 1960 |

### Distinciones individuales
| Distinción                            | Año  |
| ------------------------------------- | ---- |
| Máximo goleador de la Copa Costa Rica | 1959 |
| Máximo goleador de la Copa ASOFUTBOL  | 1961 |